# Nanophyetus salmincola
Nanophyetus salmincola es una especie de platelminto trematodo, posiblemente el más común de los Estados Unidos. Es un parásito intestinal transmitido por la ingesta de alimentos, en especial pescado crudos que contengan el parásito. Se encuentra frecuentemente en la costa noroeste del Pacífico y en algunas áreas de Siberia. En Siberia es endémica Nanophyetus schikhobalowi, donde hay casos humanos reportados en la literatura científica desde 1931. 

Costa oeste de EE. UU.. Área endémica de Nanophyetus salmincola.

El ciclo de vida de Nanophyetus salmincola requiere tres hospedadores. El primer hospedador intermediario es el caracol Oxytrema silicula. El segundo hospedador es un salmónido, aunque algunos peces no salmónidos también se encuentran involucrados. Por último, el hospedador definitivo es más comúnmente un cánido, aunque muchos otros mamíferos pueden ser hospedadores de modo definitivo, incluyendo a los humanos. La transmisión de Nanophyetus salmincola al hospedador definitivo ocurre al ingerir peces infectados por el parásito.
Este parásito, Nanophyetus salmincola, también es de interés no solo porque en sí es causa de enfermedad, sino porque también es vector de otra enfermedad "enfermedad de la intoxicación por salmón" ó “envenenamiento por salmón” producida por una Rickettsia que es transportada por el parásito. Esta enfermedad, sin un  tratamiento, es fatal en un 80% de los casos para los perros y otros cánidos.
La enfermedad causada por Nanophyetus salmincola  (nanophyetiasis), es fácilmente prevenible cocinando bien el pescado antes de su consumo. No se conoce ningún caso de infección humana por la Rickettsia transportada por Nanophyetus salmincola.

## Descubrimiento del parásito
El primer registro del “envenenamiento por salmón” (SPD) fue reportado en el Noroeste de Oregón en 1814 cuando un escritor del Henry’s Astoria Journal (un periódico de Oregón) notó como los perros que consumían salmón crudo morían. Al principio, los investigadores pensaban que el SPD era ocasionado por la ingesta de sangre venenosa del pescado. En 1911, se observaron unos pequeños quistes blancos en los riñones de los salmones y truchas que causaban la enfermedad, estos quistes fueron identificados erróneamente como 
amebas.  Finalmente en 1925 se hallaron pequeños trematodos en los intestinos de perros que habían muerto después de comer salmón infectado, y los quistes presentes en el salmón fueron correctamente identificados como una fase intermediaria del trematodo. Seguidamente, en un estudio experimental, los investigadores mostraron qué el pequeño parásito intestinal encontrado de hecho causaba SPD en perros. El trematodo fue inicialmente llamado Nanophyes salmincola en 1926, como miembro de la familia Heterophyidae, pero después de posteriores exámenes de la morfología del trematodo, Chapin lo reasignó a la familia Troglotrematidae, y le cambió el nombre de Nanophyes salmincola a Nanophyetus salmincola. Las discusiones respecto a la exactitud de la clasificación del parásito continuaron a su vez que el trematodo recibía más atención por parte de la comunidad científica, y su morfología y su comportamiento fueron más estudiados. En última instancia, se acordó el nombre de Nanophyetus salmincola, aunque Troglotrema salmincola se considera un sinónimo.
En 1931 , Scriabin y Podjapolskaja describen un parásito similar, Nanophyetus schikhobalowi , endémico en Siberia Oriental . El debate en cuanto a si Nanophyetus schikhobalowi y Nanophyetus salmincola eran la misma o diferentes especies se mantuvo hasta 1966, cuando los dos obtuvieron el estatus de subespecie, por pequeñas diferencias morfológicas significativas. Desde su descubrimiento , Nanophyetus schikhobalowi ha sido conocido por infectar naturalmente a los seres humanos , y la investigación revela encuestas que indican que las tasas de infección en los pueblos siberianos pueden llegar al 98%. En contraste , Nanophyetus salmincola no fue reconocido como una fuente de una infección hasta que investigador llamado Phillip se infectó a sí mismo en un experimento científico en 1958. Los primeros casos de infección intestinal humana adquiridos naturalmente fueron observados entre septiembre de 1974 y octubre de 1985. 
El estudio de 10 pacientes que tenían coprología positiva a Nanophyetus salmincola reveló, molestias gastrointestinales y eosinfilia en sangre periférica que de otro modo sería inexplicable. Siete pacientes reconocieron haber ingerido pescado poco cocinado, o crudo. En aquellos que no recibieron tratamiento eficaz, los síntomas y los huevos del parásito en heces persistieron por 2 o más meses, después desaparecieron espontáneamente. Se planteó la hipótesis de que el movimiento, y la irritación de los vermes adultos en la mucosa del intestino delgado era lo que causaba los síntomas gastrointestinales y la eosinofilia periférica. Dos años después de los primeros 10 casos de infección humana con Nanophyetus salmincola registrados en 1987, Fritsche et al., reportaron diez casos adicionales de nanophyetiasis humana. Cinco pacientes presentaron molestias gastrointestinales.  los otros cinco eosinofilia periférica inexplicable . Nueve de cada diez reconocieron haber consumido pescado poco cocinado. Esta vez, el tratamiento aplicado fue praziquantel y fue muy eficaz.
En 1990 , el primer caso de infección humana por Nanophyetus salmincola sin la ingestión de pescado contaminado crudo o mal cocido se reportó. Un hombre se infectó a través de contaminación de sus manos durante la manipulación de un salmón recién capturado que se encontraba altamente afectado por el parásito. Un diagnóstico de nanophyetiasis se hizo sobre la base de malestar gastrointestinal, esoinophilia sangre periférica y una muestra positiva heces. El tratamiento con praziquantel demostró ser efectivo una vez más . Ninguno de los casos humanos de la infección , ya sea con la especie de América del Norte o subespecies siberianas revelan la infección por la bacteria Neorickettsia helminthoeca dentro del trematodo , que fue descubierto en 1950. La infección por rickettsia ayuda a explicar los casos de infección en cánidos que resultan más fatales.

## Morfología

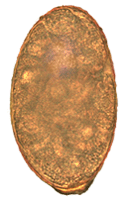
Huevo de Nanophyetus salmincola.

Los huevos de Nanophyetus salmincola son de color marrón claro , de forma ovoide ,  operculados en un extremo y con un pequeño saliente en el otro extremo . Miden de 0.087 mm a 0.097 mm por 0.038 mm a 0.055 mm . Normalmente hay de 5 a 16 huevos en el útero , y su peso permite que se hundan rápidamente en el agua.
Nanophyetus salmincola es un trematodo no segmentado aplanado dorsoventralmente. Los gusanos adultos cambian de una forma de esfera a la forma de una especie de varilla larga. Los gusanos tienen de 0,8 a 1,1 mm de largo y 0,3 a 0,5 mm de ancho y son 
hermafroditas, es decir, tienen órganos reproductores masculinos y femeninos en el mismo organismo . Los dos grandes testículos ovales son 0,2 a 0,3 mm de largo y el ovario es redondo y tiene de 0,07 a 0,11 mm de diámetro . Nanophyetus salmincola tiene una bolsa prominente que rodea el órgano copulador masculino, pero no de la vesícula seminal. Fiel a su carácter de trematodo , tiene una ventosa oral de 0,15 a 0,18 mm de diámetro, y una ventosa ventral de 0,12 a 0,13 mm de diámetro. Las ventosas orales y ventrales se utilizan para captar y rastrear sobre el tejido intestinal de su hospedador , aunque el gusano no provoca daños.

## Ciclo de Vida
El adulto pone huevos dentro del hospedador vertebrado. El vertebrado saca al exterior esos huevos en sus heces. La primera etapa larval, los miracidios, se desarrollan dentro de los huevos,  luego eclosionan, y comienzan a nadar. Los miracidios luego penetran el primer hospedador intermediario, el caracol Oxytrema silícula. Después de llegar a una etapa de desarrollo mayor en el caracol, las larvas de Nanophyetys salmincola se desarrollan en redias, que dan lugar a las cercarias. Las cercarias salen del caracol y penetran en el segundo hospedador intermediario, los pescados salmónidos y algunos no salmónidos. Las cercarias se desarrollan en metacercarias y se enquistan en los riñones, los músculos y las aletas de los peces salmónidos. Finalmente el parásito entra a su hospedador final, incluyendo los cánidos y los seres humanos, en la ingestión de los peces infectados, y se transforman en gusanos adultos que producen huevos que este último hospedador expulsará con las heces, y de esa forma se cierra el ciclo.
En el caso de que Neorickettsia helminthoeca esté dentro del individuo de Nanophyetus salmincola que está incrustado dentro de pescado crudo, y un cánido (por ejemplo) ingiere ese pescado, cuando las larvas del trematodo desenquistan se produce la liberación de rickettsias. Seguidamente las rickettsias se extienden por vía hematógena al hígado, los pulmones, el cerebro y los tejidos linfoides que causan necrosis, hemorragia, y la hiperplasia al cánido.

## Transmisión
Nanophyetus salmincola se transmite más comúnmente por la ingestión de pescados tales como algunas espcecies de salmónidos ó 
trucha arco iris crudos, mal cocinado o ahumado. Por lo general, la infección se provocaba con la ingestión del músculo de los peces, pero ha habido casos reportados en los que el presunto agente de transmisión fueron las huevas de la trucha arco iris. Los investigadores presumen, que esto sucede porque cuando el pescado tiene cargas especialmente altas del trematodo, este puede migrar a otros tejidos del pez, no sólo el tejido muscular. En 1990 un caso de nanophyetiasis fue diagnosticado en una persona que se cree que ha adquirido la enfermedad por el manejo de salmón fresco recién capturado. El individuo infectado, irónicamente, fue un investigador que estudiaba salmón coho juveniles, y había iniciado involuntariamente la infección por contacto de mano a la boca durante los 3 meses de duración del estudio.

## Reservorios

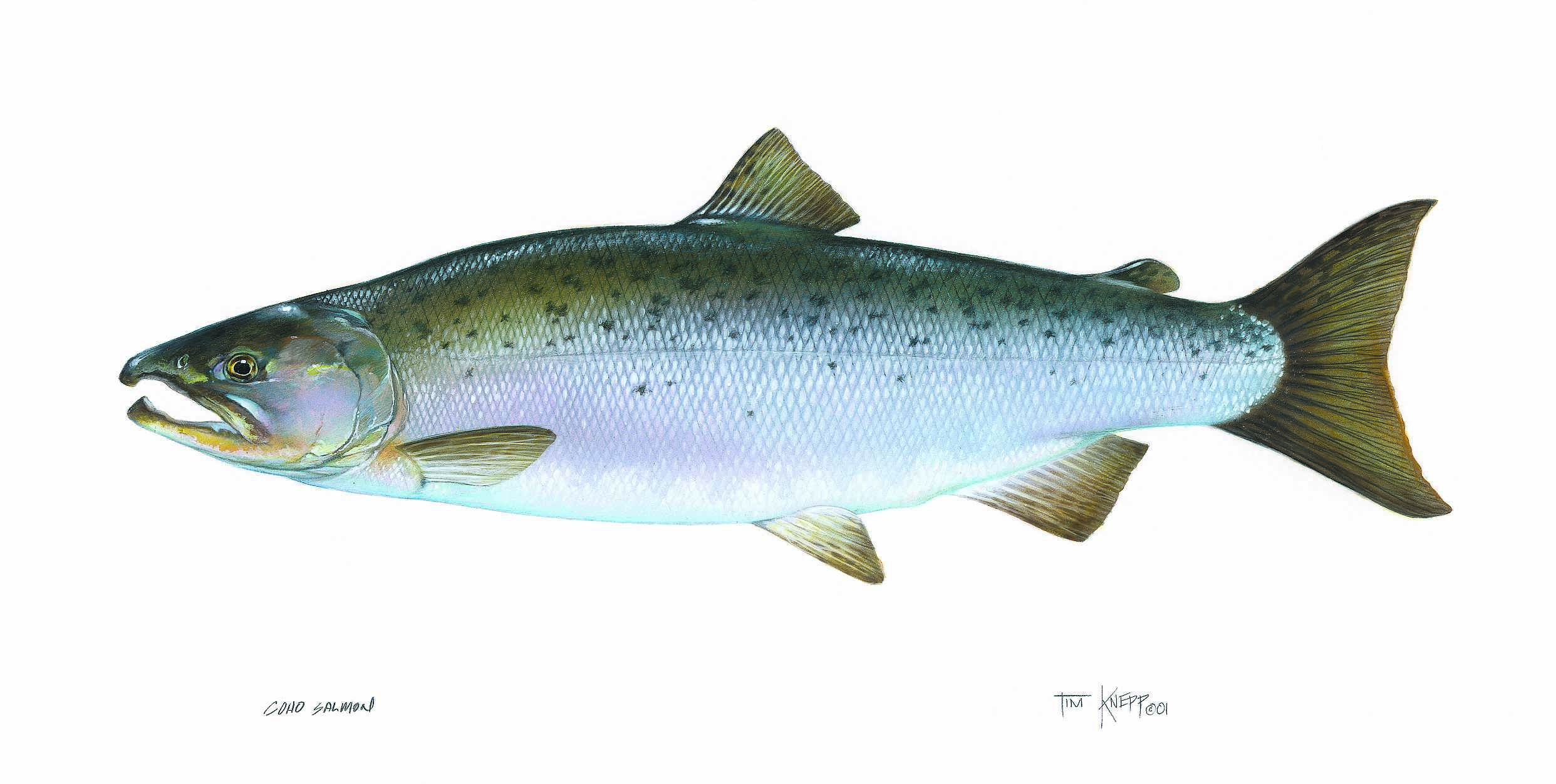
Salmón coho

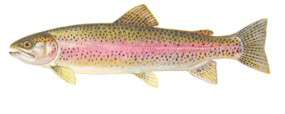
Trucha arco iris

Nanophyetus salmincola requiere tres hospedadores con el fin de completar su ciclo de vida. El primer hospedador intermediario es un pequeño caracol: Oxytrema silicula . Este caracol se encuentra en los ríos y arroyos al oeste de la cadena montañosa Cascade desde la frontera con Canadá hasta el norte de California. Los estudios han demostrado que, dependiendo de la época del año , el 52% de la población de Oxytrema silícula pueden albergar a Nanophyetus salmincola. El segundo hospedador para Nanophyetus salmincola es uno de una serie de salmónidos y algunas especies de peces no salmónidos nativos del noroeste de Estados Unidos. Los investigadores han demostrado que el trematodo tiene un efecto adverso sobre su segundo hospedador, ya que cuando el parásito migra a través de los tejidos de los peces afecta en gran medida la capacidad de nadar de estos, por lo que provoca que los peces infectados naden mucho más lento de lo normal. Después de que el parásito ha enquistado , sin embargo , el hospedador es poco afectado. La salamandra gigante del Pacífico sirve también como un hospedador secundario , aunque sea poco frecuente. 
Los hospedadores definitivos de Nanophyetus salmincola son las aves y los mamíferos que se alimentan de peces . Hay 32 especies conocidas como hospedadores definitivos para Nanophyetus salmincola. Los hospedadores definitivos más comunes son el perro doméstico, el gato, los mapaches , mofetas y visones, aunque también animales tales como ratas, nutrias y comadrejas. Los seres humanos también pueden llegar a ser hospedadores definitivos de Nanophyetus salmincola.
En cuanto a la variedad siberiana de la enfermedad, causada por Nanophyetus schikhobalowi , sus reservorios y huéspedes siguen el mismo patrón que la variedad norteamericana, pasando del caracol al pez y finalmente al mamífero o ave.

## Vector
Los vectores son organismos que transmiten los parásitos de un hospedador a otro. El caracol corriente Oxytrema silícula es un vector biológico de una etapa larval de Nanophyetus salmincola. Salmónidos y algunos peces no salmónidos son vectores de las metacercarias de Nanophyetus salmincola. Tanto los peces de agua dulce como los de mar pueden ser vectores parasitarios.  Los peces que actúan como segundos hospedadores intermediarios son diferentes especies de las familias de Salmónidos, Cottidae y Cyprinidae. Entre los 34 huéspedes secundarios naturales y experimentales que se encuentran en la literatura científica podemos nombrar la trucha costera asesina, trucha arco iris, el salmón coho, salmón chum y el salmón Kokanee. Más infección ocurre en peces salmónidos, que en peces no salmónidos. En particular, los peces salmónidos de los géneros Salmo, Oncorhynchus, y Salvelinus juegan un papel importante en el ciclo de vida de Nanophyetus salmincola. El parásito en sí es un vector para la bacteria Neorickettsia helminthoeca.

## Cuadro clínico
En humanos
Los pacientes han presentado quejas gastrointestinales y eosinofilia inexplicable. Los síntomas típicos incluyen:
- Aumento de la frecuencia de los movimientos intestinales o diarrea
- Malestar abdominal
- Náuseas y vómitos
- Pérdida de peso
- Fatiga

La mayoría de los pacientes reconocen haber comido pescado antes de la aparición de los síntomas.  También puede haber pacientes asintomáticos.

En cánidos
La nanophysiasis en los perros es mucho más grave que en los seres humanos. Los científicos se dieron cuenta hace casi 200 años que los perros que consumían pescado crudo a veces morían con bastante rapidez después de ese consumo. Este "envenenamiento por salmón", está asociado con el trematodo Nanophyetus salmincola  pero no es el culpable del “envenamiento por salmón”. La enfermedad es causada por Neorickettsia helminthoeca, una bacteria rickettsia qué utiliza el Nanophyetus salmincola como hospedador. Aunque sólo los cánidos son susceptibles a esta enfermedad, se ha observado un aumento en la temperatura y una infección en el sistema linfático de los mapaches después de ser infectados por la rickettsia. 
Los síntomas de la enfermedad de la intoxicación salmón son similares a otras enfermedades gastrointestinales tales como: parvovirus canino. Si está infectado, el cánido probablemente mostrará algunos o todos los síntomas después de unos 6 a 10 días después de la ingestión de peces que portaban la bacteria, que es cuando finaliza el período de incubación de la misma, aunque ésta también pueda tardar hasta 33 días. Después de la incubación, comienzan los síntomas tales como:
- Fiebre, a menudo mayor que 104 F
- Depresión
- Anorexia
- Vómitos
- Diarrea
- Secreción ocular o nasal
- Pérdida de peso

La rickettsia ataca el sistema linfático del cánido causando la ampliación y eventual hemorragia de los ganglios linfáticos. La enfermedad puede diseminarse a otros tejidos como leucocitos. La muerte ocurre 10-14 días después de la primera aparición de los síntomas.

## Diagnóstico
Para un buen diagnóstico de la presencia de este parásito, debe haber un historial de consumo de pescado crudo o un contacto con peces salmónidos crudos, sobre todo si se está involucrado en su captura y disección.
Dado que cada gusano contiene pocos huevos, las muestras de heces regularmente resultan negativas para los huevos. Es necesario, por tanto, para utilizar preparaciones teñidas con tricrómico con el fin de diagnosticar la nanophyetiasis. Los huevos pueden ser detectados en las heces alrededor 5-8 días después de la ingestión. Los huevos son de color marrón claro y miden de 64-97 micras  a 34-55 micras. 
En el caso de que el parásito contenga la bacteria Neorickettsia helmonthoeca, y se sospecha que un cánido está infectado por los síntomas que presenta, se puede diagnosticar la enfermedad con un análisis de una muestra fecal para detectar los huevos del parásito o por detección de la bacteria a través de una muestra tomada con una aguja de un ganglio linfático inflamado . 

## Tratamiento
Para el tratamiento de la enfermedad, los fármacos antihelmínticos han demostrado ser eficaces. La receta habitual es de 2 dosis de 
bithionol o 3 dosis de la niclosamida (Mebendazol es ineficaz para controlar Nanophyetus). Fritsche et al demostraron que 
praziquantel es eficaz en la curación de la enfermedad en 1989. La dosis es de 3 x 20 mg / kg.
El tratamiento cuando un cánido está infectado por el parásito y por la bacteria Neorickettsia helmonthoeca consiste en la administración de un antibiótico para matar las bacterias y una antiparásito para matar el parásito. Si el cánido está vomitando en el momento de la evaluación, necesita ser hospitalizado para la administración de fluidos intravenosos. Muchos cánidos responden al tratamiento rápidamente, mostrando una mejora en pocos días. Una vez recuperados, muchos adquieren una inmunidad permanente a la cepa con la que fueron infectados. Sin embargo, la infección con una cepa en alternativa se puede producir de manera que hay que tomar precauciones para prevenirlo.

## Salud pública y estrategias de prevención
Dado que el mejor tratamiento ante una enfermedad es prevenirla, aquí se establecen algunas pautas para evitar la infección con Nanophyetus salmincola:
- Cocinar bien el pescado.

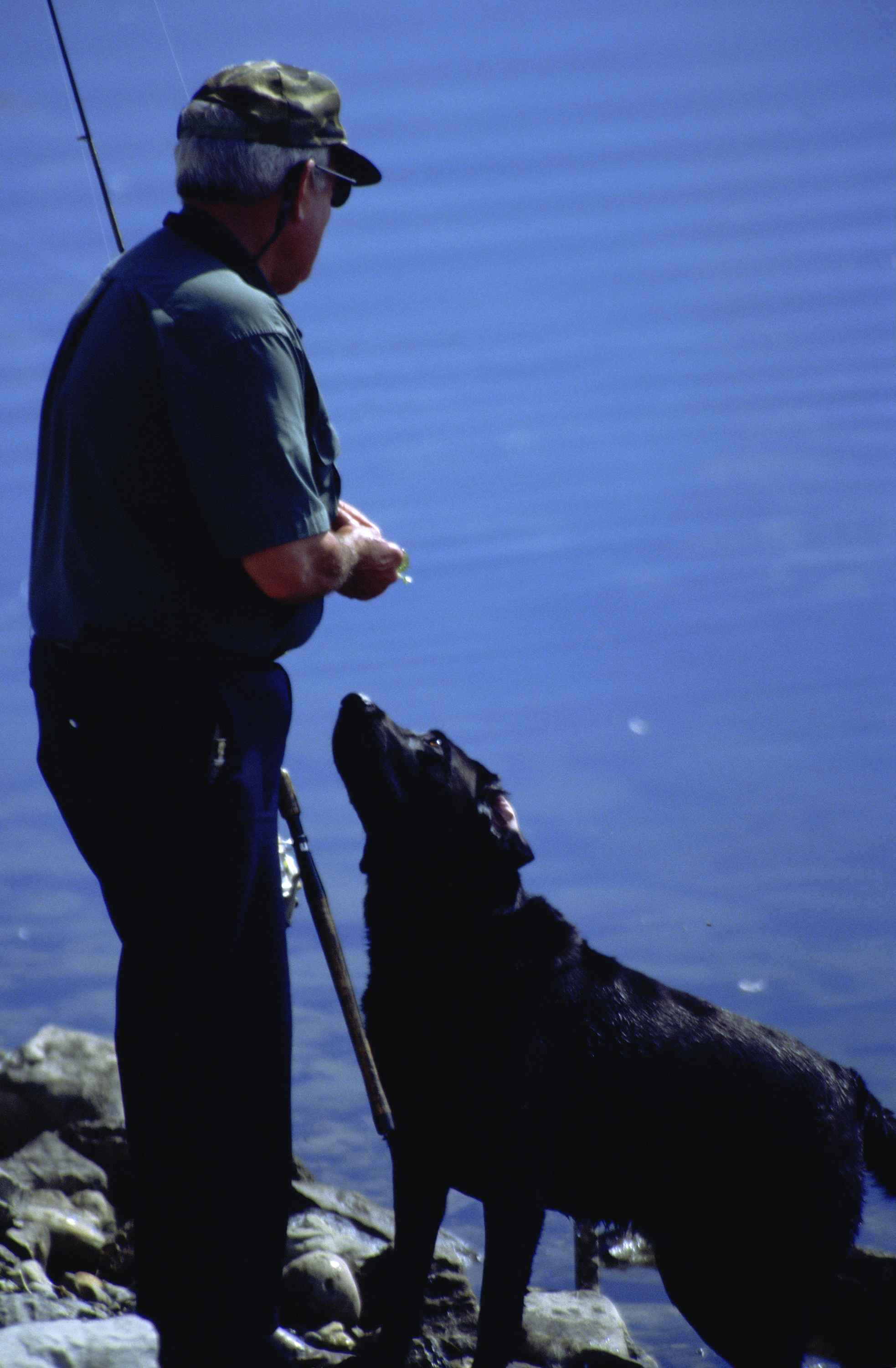
Hombre pescando con su perro.

- Congelar el pescado durante al menos 24 horas
- Pescar lejos de los lugares endémicos del parásito (de lo contrario asegurarse de cocinar bien el pescado )
- Tomar precauciones al manipular el pescado, así se previene la trasmisión mano-boca de las metacercarias.
- Revisar periódicamente los peces para detectar signos de infección, tales como quistes o sitios de irritación de la penetración de la cercaria ( pertinentes para las empresas pesqueras , mercados de pescado y restaurantes )
- Comer pescado crudo sólo de fuentes de confianza o restaurantes de buena reputación.

Prevención en perros
- Mantenga a los perros lejos de flujos de agua , asegurándose de que defecan lejos de hábitats de caracoles.
- Controlar lo que el perro come , sobre todo en los viajes de pesca.
- Utilizar la correa con el perro en la playa o río, así se puede supervisar sus actividades.
- Envolver la basura , especialmente vísceras de pescado , para evitar su ingesta.
- No alimentar al perro con pescado crudo. Cocinar el pescado a fondo o congelador durante un mínimo de 2 semanas para destruir el parásito antes de dársela a su perro.